# Kaia Gerber
Kaia Jordan Gerber (Los Ángeles, 3 de septiembre de 2001) es una modelo y actriz estadounidense. Después de protagonizar una serie de campañas publicitarias para marcas de moda desde 2016 y debutar en la Semana de la Moda 2018-2019, Gerber ganó el premio a Modelo del Año en los British Fashion Awards en 2018. A lo largo de los años de su carrera como modelo, Kaia, con su madre, la supermodelo Cindy Crawford, trabajaron juntas en campañas para la marca de relojes Omega y aparecieron en tres portadas de Vogue,

## Biografía
Es hija de la supermodelo Cindy Crawford y del empresario Rande Gerber. Su padre es judío, mientras que su madre es de ascendencia alemana, británica y francesa. Gerber asistió a la escuela preparatoria de Malibú de Los Ángeles.

## Carrera de modelo

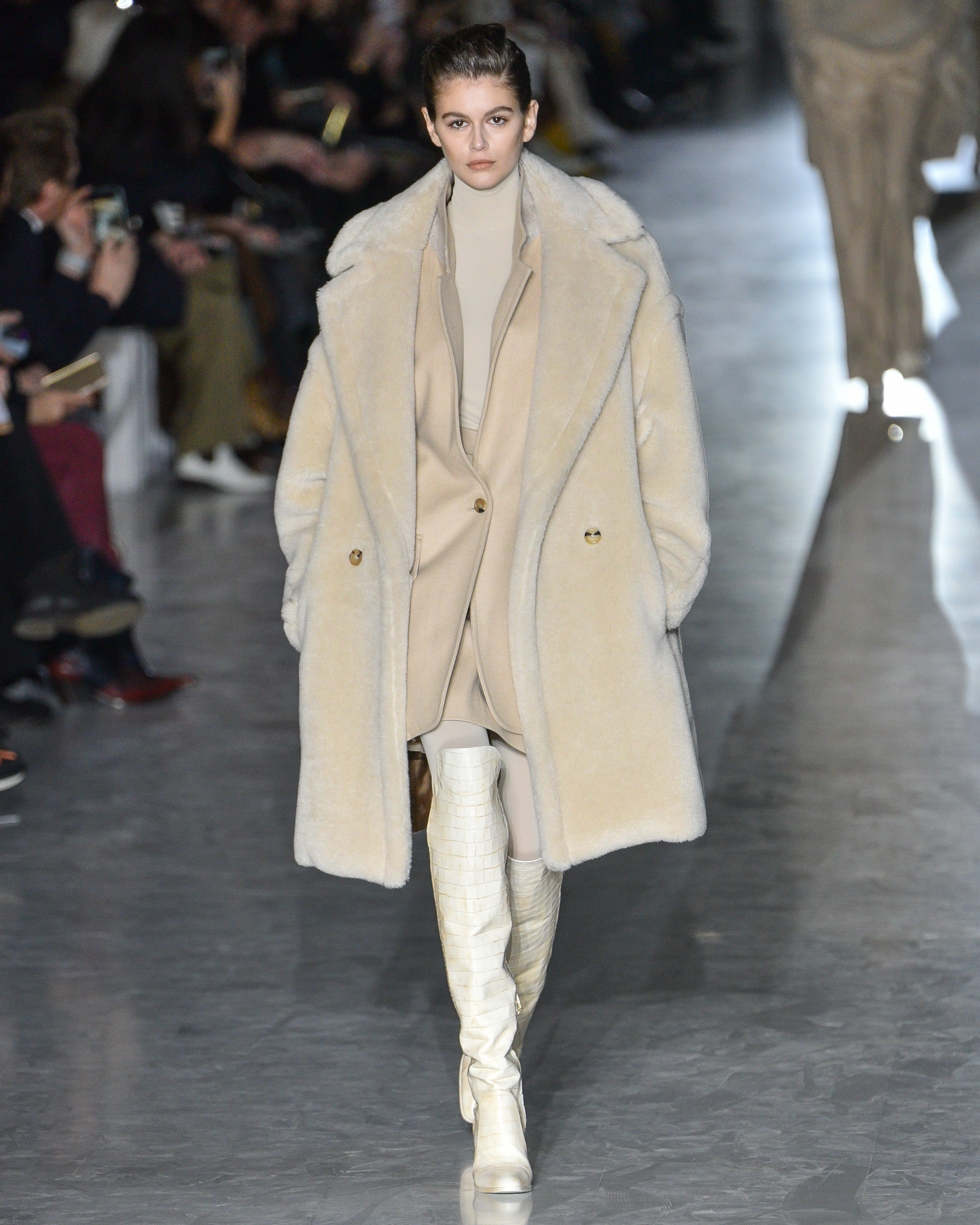
Gerber en 2019

Hizo su debut en la pasarela para la colección Calvin Klein de Raf Simons a los 16 años en 2017, y luego caminó para casas de moda como Marc Jacobs, Burberry, Alexander Wang, Coach, Prada, Chanel, Fendi, Miu Miu, MaxMara, Givenchy, BottegaVeneta, Stella McCartney, Isabel Marrant, Alberta Ferretti, Loewe, Chloe, Sacai, Michael Kors, Moncler, JW. Anderson, Longchamp, Tom Ford, Salvatore Ferragamo, Ports1961, Lanvin, Anna Sui, Moschino, Saint Laurent, Alexander McQueen, Valentino y Versace, junto a su madre, durante la Semana de la Moda de Primavera 2018.
Gerber ha realizado editoriales y ha sido portada de diferentes revistas de moda como The Love Magazine, iD, Teen Vogue y Pop Magazine, etc.así como diferentes portadas y ediciones internacionales de Vogue, entre ellas Vogue Paris, Vogue Japan, Vogue Italia, Vogue British, Vogue India, Vogue China, Vogue Magazine y "The Book edition" para Vogue Netherlands con su madre en el invierno de 2016.
Apareció en la campaña de gafas Miu Miu en 2016 y en la campaña Omega en 2017 con su madre, fotografiada por Peter Lindbergh. En la primavera de 2018, apareció en campañas para Versace, Calvin Klein, y Saint Laurent otoño invierno. En 2018, ella y Sofia Mechetner protagonizaron la campaña de la fragancia Daisy de Marc Jacobs. En el mismo año, fue la estrella de la campaña de bolsos de primavera de CHANEL fotografiada por Karl Lagerfeld y Valentino al mismo tiempo.
En 2018 incursionó como diseñadora en una colección cápsula junto a Karl Lagerfeld llamada "KarlxKaia".
En 2019 se estrenó como la nueva cara de campañas publicitarias y embajadora de YSL beauty y protagonizó las campañas de Jimmy Choo de primavera verano y otoño. además de realizar las campañas de Fendi primavera verano 2019 y Stella Mc Cartney primavera verano del mismo año.
En 2020 protagonizó la campaña publicitaria de Louis Vuitton "Twist bag" primavera verano fotografiada por Craig McDean.

## Actuación
Respecto a la actuación, participó en la película Sister Cities (2016) como "la joven Caroline" Stana Katic a la edad de 15 años.

## Filmografía

### Televisión
| Año  | Película                              | Papel             | Notas            |
| ---- | ------------------------------------- | ----------------- | ---------------- |
| 2016 | Sister Cities                         | Caroline de joven |                  |
| 2017 | Rich Kids of Instagram                | Kaia              |                  |
| 2021 | American Horror Stories               | Ruby              | Elenco principal |
| 2021 | American Horror Story: Double Feature | Kendall Carr      |                  |

### Cine
| Año  | Película                          | Papel            |
| ---- | --------------------------------- | ---------------- |
| 2022 | Babylon                           | cameo            |
| 2023 | Bottoms                           | Brittany         |
| 2024 | Saturday Night (película de 2024) | Jaqueline Carlin |

### Vídeos musicales
| Año  | Título                         | Artista                | Notas  |
| ---- | ------------------------------ | ---------------------- | ------ |
| 2020 | "Imagine (Quarantine Edition)" | Artists for We Are One | [ 37 ] |
| 2020 | "Crying in the Mirror"         | Rainford               | [ 38 ] |

## Otras aventuras
El 14 de agosto de 2020, el Daily Front Row incluyó a Gerber en el grupo de inversores de la revista W magazine.

## Premios
Gerber ganó un premio a la modelo del año en los The Fashion Awards in 2018.

## Vida personal

#### Vida amorosa
Fue novia del actor Austin Butler desde finales del 2021 hasta 2024-25. 